# Tunisia ai Giochi della XXXII Olimpiade
La Tunisia ha partecipato ai Giochi della XXXII Olimpiade che si sono svolti a Tokyo, Giappone, dal 23 luglio all'8 agosto 2021; originariamente previsti per l'estate 2020, erano stati rimandati di un anno a causa della pandemia di COVID-19. La delegazione era composta da 63 atleti, 29 donne e 34 uomini.

## Medaglie

### Medagliere per disciplina
| Sport     | Oro | Argento | Bronzo | Totale |
| --------- | --- | ------- | ------ | ------ |
| Nuoto     | 1   | 0       | 0      | 1      |
| Taekwondo | 0   | 1       | 0      | 1      |
| Totale    | 1   | 1       | 0      | 2      |

### Medaglie d'oro
| Medaglia | Nome           | Sport | Evento                          |
| -------- | -------------- | ----- | ------------------------------- |
| Oro      | Ahmed Hafnaoui | Nuoto | 400 metri stile libero maschili |

### Medaglie d'argento
| Medaglia | Nome                    | Sport     | Evento         |
| -------- | ----------------------- | --------- | -------------- |
| Argento  | Mohamed Khalil Jendoubi | Taekwondo | 58 kg maschile |

## Delegazione
| Sport             | Uomini | Donne | Totale |
| ----------------- | ------ | ----- | ------ |
| Atletica leggera  | 2      | 1     | 3      |
| Canoa/Kayak       | 2      | 2     | 4      |
| Canottaggio       | 0      | 2     | 2      |
| Judo              | 0      | 3     | 3      |
| Lotta             | 6      | 4     | 10     |
| Nuoto             | 2      | 0     | 2      |
| Pallavolo         | 12     | 0     | 12     |
| Pugilato          | 0      | 2     | 2      |
| Scherma           | 2      | 6     | 8      |
| Sollevamento pesi | 3      | 2     | 5      |
| Taekwondo         | 1      | 0     | 1      |
| Tennis            | 0      | 1     | 1      |
| Tennistavolo      | 1      | 1     | 2      |
| Tiro              | 1      | 1     | 2      |
| Tiro con l'arco   | 1      | 1     | 2      |
| Vela              | 1      | 3     | 4      |
| Totale            | 34     | 29    | 63     |

## Risultati

### Atletica leggera
| Atleta               | Evento                     | Batteria  | Batteria  | Semifinale      | Semifinale      | Finale          | Finale          |
| Atleta               | Evento                     | Risultato | Posizione | Risultato       | Posizione       | Risultato       | Posizione       |
| -------------------- | -------------------------- | --------- | --------- | --------------- | --------------- | --------------- | --------------- |
| Abdessalem Ayouni    | 800 m maschili             | 1'45"73   | 3º Q      | 1'44"99         | 6º              | Non qualificato | Non qualificato |
| Mohamed Amine Touati | 400 m ostacoli maschili    | 50"58     | 6º        | Non qualificato | Non qualificato | Non qualificato | Non qualificato |
| Marwa Bouzayani      | 3000 metri siepi femminili | 9'31"25   | 6ª        | N.D.            | N.D.            | Non qualificata | Non qualificata |

### Canoa/kayak

#### Velocità
| Atleta                        | Evento             | Batteria | Batteria  | Quarti   | Quarti    | Semifinale      | Semifinale      | Finale          | Finale          |
| Atleta                        | Evento             | Tempo    | Posizione | Tempo    | Posizione | Tempo           | Posizione       | Tempo           | Posizione       |
| ----------------------------- | ------------------ | -------- | --------- | -------- | --------- | --------------- | --------------- | --------------- | --------------- |
| Ghailene Khattali             | C1 1000 m maschile | 4'39"791 | 6º QF     | 4'35"417 | 7º        | Non qualificato | Non qualificato | Non qualificato | Non qualificato |
| Mohamed Ali Mrabet            | K1 1000 m maschile | 4'02"148 | 5º QF     | 3'56"325 | 5º        | Non qualificato | Non qualificato | Non qualificato | Non qualificato |
| Khaoula Sassi                 | K1 200 m femminile | 45"101   | 5ª QF     | 45"809   | 6ª        | Non qualificata | Non qualificata | Non qualificata | Non qualificata |
| Afef Ben Ismail Khaoula Sassi | K2 500 m femminile | 2'05"770 | 5ª QF     | 2'10"979 | 6ª        | Non qualificate | Non qualificate | Non qualificate | Non qualificate |

### Canottaggio
| Atleta                              | Evento                             | Batteria | Batteria | Ripescaggio | Ripescaggio | Semifinale | Semifinale | Finale  | Finale |
| Atleta                              | Evento                             | Tempo    | Pos.     | Tempo       | Pos.        | Tempo      | Pos.       | Tempo   | Pos.   |
| ----------------------------------- | ---------------------------------- | -------- | -------- | ----------- | ----------- | ---------- | ---------- | ------- | ------ |
| Nour El-Houda Ettaieb Khadija Krimi | 2 di coppia pesi leggeri femminile | 7'39"61  | 5ª R     | 7'54"95     | 5ª FC       | Bye        | Bye        | 7'22"25 | 16ª    |

### Judo
| Atleta            | Evento           | 16-esimi             | Ottavi               | Quarti               | Semifinali           | Ripescaggio          | Finale / FB          | Pos.            |
| Atleta            | Evento           | Avversario Punteggio | Avversario Punteggio | Avversario Punteggio | Avversario Punteggio | Avversario Punteggio | Avversario Punteggio | Pos.            |
| ----------------- | ---------------- | -------------------- | -------------------- | -------------------- | -------------------- | -------------------- | -------------------- | --------------- |
| Ghofran Khelifi   | 57 kg femminile  | Ilieva P 00-10       | Non qualificata      | Non qualificata      | Non qualificata      | Non qualificata      | Non qualificata      | Non qualificata |
| Nihel Landolsi    | 70 kg femminile  | Bernholm P 00-10     | Non qualificata      | Non qualificata      | Non qualificata      | Non qualificata      | Non qualificata      | Non qualificata |
| Nihal Chikhrouhou | +78 kg femminile | Adlington V 10-00    | Xu Sy P 00-10        | Non qualificata      | Non qualificata      | Non qualificata      | Non qualificata      | Non qualificata |

### Lotta
Libera
| Atleta            | Evento          | Ottavi               | Quarti               | Semifinali           | Ripescaggio          | Finale / FB          | Pos. |
| Atleta            | Evento          | Avversario Risultato | Avversario Risultato | Avversario Risultato | Avversario Risultato | Avversario Risultato | Pos. |
| ----------------- | --------------- | -------------------- | -------------------- | -------------------- | -------------------- | -------------------- | ---- |
| Haithem Dakhlaoui | 65 kg maschile  | Ghiasi P 1-3PP       | Non qualificato      | Non qualificato      | Non qualificato      | Non qualificato      | 13º  |
| Mohamed Saadaoui  | 97 kg maschile  | Nurov P 0-3PO        | Non qualificato      | Non qualificato      | Non qualificato      | Non qualificato      | 15º  |
| Sarra Hamdi       | 50 kg femminile | Bisla V 3–1PP        | Stadnik P 0-4ST      | Non qualificata      | Non qualificata      | Non qualificata      | 9ª   |
| Siwar Bousetta    | 57 kg femminile | Kit P 0–5VT          | Non qualificata      | Non qualificata      | Non qualificata      | Non qualificata      | 15ª  |
| Marwa Amri        | 62 kg femminile | Johansson P 1-3PP    | Non qualificata      | Non qualificata      | Non qualificata      | Non qualificata      | 15ª  |
| Zaineb Sghaier    | 76 kg femminile | Gray P 0-5VT         | Non qualificata      | Non qualificata      | Adar P 0-2           | Non qualificata      | 16ª  |

Greco-romana
| Atleta          | Evento          | Ottavi               | Quarti               | Semifinali           | Ripescaggio          | Finale               | Pos. |
| Atleta          | Evento          | Avversario Risultato | Avversario Risultato | Avversario Risultato | Avversario Risultato | Avversario Risultato | Pos. |
| --------------- | --------------- | -------------------- | -------------------- | -------------------- | -------------------- | -------------------- | ---- |
| Souleymen Nasr  | 67 kg maschile  | Al-Obaidi P 0-4ST    | Non qualificato      | Non qualificato      | Non qualificato      | Non qualificato      | 15º  |
| Lamjed Maafi    | 77 kg maschile  | Makhmudov P 0-4ST    | Non qualificato      | Non qualificato      | Non qualificato      | Non qualificato      | 13º  |
| Haykel Achouri  | 97 kg maschile  | Michalik P 0-4ST     | Non qualificato      | Non qualificato      | Non qualificato      | Non qualificato      | 16º  |
| Amine Guennichi | 130 kg maschile | Acosta P 1-3PP       | Non qualificato      | Non qualificato      | Non qualificato      | Non qualificato      | 11º  |

### Nuoto
| Atleta           | Evento                      | Batterie | Batterie  | Semifinali | Semifinali | Finale          | Finale          |
| Atleta           | Evento                      | Tempo    | Posizione | Tempo      | Posizione  | Tempo           | Posizione       |
| ---------------- | --------------------------- | -------- | --------- | ---------- | ---------- | --------------- | --------------- |
| Ahmed Hafnaoui   | 400 m stile libero maschili | 3'45"68  | 8º Q      | N.D.       | N.D.       | 3'43"36         |                 |
| Ahmed Hafnaoui   | 800 m stile libero maschili | 7'49"14  | 10º       | N.D.       | N.D.       | Non qualificato | Non qualificato |
| Oussama Mellouli | Maratona 10 km maschili     | N.D.     | N.D.      | N.D.       | N.D.       | 1h56'33"3       | 20º             |

### Pallavolo
| Rosa | Classifica |                    |
| --- | --- | ------------------ |
| V · D · M Nazionale tunisina · Giochi della XXXII Olimpiade 2 Kadhi · 3 Ben Slimene · 6 Miladi · 7 Karamosli · 9 Agrebi · 10 Nagga · 11 Moalla · 12 Ben Cheikh · 13 Mbarki · 15 Ben Tara · 19 Bouguerra · 20 Hmissi · CT : Giacobbe | 11° |                    |
| Nazionale tunisina · Giochi della XXXII Olimpiade | |                    |
| 2 Kadhi · 3 Ben Slimene · 6 Miladi · 7 Karamosli · 9 Agrebi · 10 Nagga · 11 Moalla · 12 Ben Cheikh · 13 Mbarki · 15 Ben Tara · 19 Bouguerra · 20 Hmissi · CT: Giacobbe                                                              | 2 Kadhi · 3 Ben Slimene · 6 Miladi · 7 Karamosli · 9 Agrebi · 10 Nagga · 11 Moalla · 12 Ben Cheikh · 13 Mbarki · 15 Ben Tara · 19 Bouguerra · 20 Hmissi · CT: Giacobbe | Tunisia (bandiera) |

| Squadra                           | Torneo   | Girone               | Girone               | Girone               | Girone               | Girone               | Girone | Quarti               | Semifinali           | Finale               | Pos.            |
| Squadra                           | Torneo   | Avversario Punteggio | Avversario Punteggio | Avversario Punteggio | Avversario Punteggio | Avversario Punteggio | Pos.   | Avversario Punteggio | Avversario Punteggio | Avversario Punteggio | Pos.            |
| --------------------------------- | -------- | -------------------- | -------------------- | -------------------- | -------------------- | -------------------- | ------ | -------------------- | -------------------- | -------------------- | --------------- |
| Nazionale maschile (Convocazioni) | Maschile | Brasile P 0–3        | Francia P 0–3        | Stati Uniti P 1–3    | Argentina P 2–3      | ROC P 0–3            | 6ª     | Non qualificata      | Non qualificata      | Non qualificata      | Non qualificata |

### Pugilato
| Atleta         | Evento                 | 32-esimi             | 16-esimi             | Quarti               | Semifinali           | Finale               | Pos.            |
| Atleta         | Evento                 | Avversario Punteggio | Avversario Punteggio | Avversario Punteggio | Avversario Punteggio | Avversario Punteggio | Pos.            |
| -------------- | ---------------------- | -------------------- | -------------------- | -------------------- | -------------------- | -------------------- | --------------- |
| Khouloud Hlimi | Pesi piuma femminile   | Bye                  | Irie P 0–5           | Non qualificata      | Non qualificata      | Non qualificata      | Non qualificata |
| Mariem Homrani | Pesi leggeri femminile | Bye                  | Khelif P 0–5         | Non qualificata      | Non qualificata      | Non qualificata      | Non qualificata |

### Scherma
Uomini
| Atleta          | Evento               | 64-esimi             | 32-esimi             | 16-esimi             | Quarti               | Semifinali           | Finale / FB          | Pos.            |
| Atleta          | Evento               | Avversario Punteggio | Avversario Punteggio | Avversario Punteggio | Avversario Punteggio | Avversario Punteggio | Avversario Punteggio | Pos.            |
| --------------- | -------------------- | -------------------- | -------------------- | -------------------- | -------------------- | -------------------- | -------------------- | --------------- |
| Mohamed Samandi | Fioretto individuale | Bye                  | Shikine P 4-15       | Non qualificato      | Non qualificato      | Non qualificato      | Non qualificato      | Non qualificato |
| Farès Ferjani   | Sciabola individuale | Bye                  | Berrè P 10-15        | Non qualificato      | Non qualificato      | Non qualificato      | Non qualificato      | Non qualificato |

Donne
| Atleta                                                          | Evento               | 64-esimi             | 32-esimi             | 16-esimi             | Quarti               | Semifinali           | Finale / FB          | Pos.            |
| Atleta                                                          | Evento               | Avversario Punteggio | Avversario Punteggio | Avversario Punteggio | Avversario Punteggio | Avversario Punteggio | Avversario Punteggio | Pos.            |
| --------------------------------------------------------------- | -------------------- | -------------------- | -------------------- | -------------------- | -------------------- | -------------------- | -------------------- | --------------- |
| Sarra Besbes                                                    | Spada individuale    | Bye                  | Isola P 12–14        | Non qualificata      | Non qualificata      | Non qualificata      | Non qualificata      | Non qualificata |
| Inès Boubakri                                                   | Fioretto individuale | Bye                  | Korobejnikova P 3–15 | Non qualificata      | Non qualificata      | Non qualificata      | Non qualificata      | Non qualificata |
| Nadia Ben Azizi                                                 | Sciabola individuale | Bhavani Devi P 3–15  | Non qualificata      | Non qualificata      | Non qualificata      | Non qualificata      | Non qualificata      | Non qualificata |
| Amira Ben Chaabane                                              | Sciabola individuale | Bye                  | Pusztai P 12–15      | Non qualificata      | Non qualificata      | Non qualificata      | Non qualificata      | Non qualificata |
| Yasmine Daghfous                                                | Sciabola individuale | Katona P 6-15        | Non qualificata      | Non qualificata      | Non qualificata      | Non qualificata      | Non qualificata      | Non qualificata |
| Nadia Ben Azizi Amira Ben Chaabane Yasmine Daghfous Olfa Hezami | Sciabola a squadre   | N.D.                 | N.D.                 | Giappone P 29–45     | Non qualificate      | Non qualificate      | Non qualificate      | Non qualificate |

### Sollevamento pesi
| Atleta          | Evento          | Strappo   | Strappo    | Slancio   | Slancio    | Totale | Classifica |
| Atleta          | Evento          | Risultato | Classifica | Risultato | Classifica | Totale | Classifica |
| --------------- | --------------- | --------- | ---------- | --------- | ---------- | ------ | ---------- |
| Karem Ben Hnia  | 73 kg maschile  | 153       | 5º         | 185       | 6º         | 338    | 6º         |
| Ramzi Bahloul   | 81 kg maschile  | 136       | 14º        | 164       | 12º        | 300    | 12º        |
| Aymen Bacha     | 109 kg maschile | 177       | 9º         | 211       | 9º         | 388    | 9º         |
| Nouha Landoulsi | 55 kg femminile | 88        | 8ª         | 108       | 8ª         | 196    | 8ª         |
| Chaima Rahmouni | 64 kg femminile | 91        | 12ª        | 111       | DNF        | 91     | DNF        |

### Taekwondo
| Atleta                  | Evento         | 16-esimi             | Quarti               | Semifinali           | Ripescaggio          | Finale / FB          | Pos. |
| Atleta                  | Evento         | Avversario Punteggio | Avversario Punteggio | Avversario Punteggio | Avversario Punteggio | Avversario Punteggio | Pos. |
| ----------------------- | -------------- | -------------------- | -------------------- | -------------------- | -------------------- | -------------------- | ---- |
| Mohamed Khalil Jendoubi | 58 kg maschile | Artamonov V 25-18    | Demse V 32-9         | Jang J V 25-19       | Bye                  | Dell'Aquila P 12-16  |      |

### Tennis
| Atleta     | Evento              | 32-esimi                    | 16-esimi             | Ottavi               | Quarti               | Semifinali           | Finale               | Pos.            |
| Atleta     | Evento              | Avversario Punteggio        | Avversario Punteggio | Avversario Punteggio | Avversario Punteggio | Avversario Punteggio | Avversario Punteggio | Pos.            |
| ---------- | ------------------- | --------------------------- | -------------------- | -------------------- | -------------------- | -------------------- | -------------------- | --------------- |
| Ons Jabeur | Singolare femminile | Suárez Navarro P (4–6, 1–6) | Non qualificata      | Non qualificata      | Non qualificata      | Non qualificata      | Non qualificata      | Non qualificata |

### Tennistavolo
| Atleta      | Evento            | Preliminari          | Round 1              | Round 2              | Round 3              | Ottavi               | Quarti               | Semifinali           | Finale               | Finale          |
| Atleta      | Evento            | Avversario Punteggio | Avversario Punteggio | Avversario Punteggio | Avversario Punteggio | Avversario Punteggio | Avversario Punteggio | Avversario Punteggio | Avversario Punteggio | Pos.            |
| ----------- | ----------------- | -------------------- | -------------------- | -------------------- | -------------------- | -------------------- | -------------------- | -------------------- | -------------------- | --------------- |
| Adem Hmam   | Singolo maschile  | Bye                  | Kou P 0-4            | Non qualificato      | Non qualificato      | Non qualificato      | Non qualificato      | Non qualificato      | Non qualificato      | Non qualificato |
| Fadwa Garci | Singolo femminile | Batmönkh P 1–4       | Non qualificata      | Non qualificata      | Non qualificata      | Non qualificata      | Non qualificata      | Non qualificata      | Non qualificata      | Non qualificata |

### Tiro a segno/volo
| Atleta                     | Evento                                | Qualificazione 1 | Qualificazione 1 | Qualificazione 2 | Qualificazione 2 | Finale          | Finale          |
| Atleta                     | Evento                                | Punteggio        | Classifica       | Punteggio        | Classifica       | Punteggio       | Classifica      |
| -------------------------- | ------------------------------------- | ---------------- | ---------------- | ---------------- | ---------------- | --------------- | --------------- |
| Ala Al-Othmani             | Pistola 10 m aria compressa maschile  | 563              | 34º              | N.D.             | N.D.             | Non qualificato | Non qualificato |
| Olfa Charni                | Pistola 10 m aria compressa femminile | 570              | 25ª              | N.D.             | N.D.             | Non qualificata | Non qualificata |
| Olfa Charni                | Pistola 25 m femminile                | 569              | 39ª              | N.D.             | N.D.             | Non qualificata | Non qualificata |
| Ala Al-Othmani Olfa Charni | Pistola 10 m aria compressa a squadre | 561              | 19ª              | Non qualificati  | Non qualificati  | Non qualificati | Non qualificati |

### Tiro con l'arco
| Atleta                       | Evento                | Classificazione | Classificazione | 32-esimi             | 16-esimi             | Ottavi               | Quarti               | Semifinali           | Finale               | Pos.            |
| Atleta                       | Evento                | Punteggio       | Pos.            | Avversario Punteggio | Avversario Punteggio | Avversario Punteggio | Avversario Punteggio | Avversario Punteggio | Avversario Punteggio | Pos.            |
| ---------------------------- | --------------------- | --------------- | --------------- | -------------------- | -------------------- | -------------------- | -------------------- | -------------------- | -------------------- | --------------- |
| Mohamed Hammed               | Individuale maschile  | 631             | 62º             | Oh J-h P 0–6         | Non qualificato      | Non qualificato      | Non qualificato      | Non qualificato      | Non qualificato      | Non qualificato |
| Rihab Elwalid                | Individuale femminile | 609             | 59ª             | Román P 2-6          | Non qualificata      | Non qualificata      | Non qualificata      | Non qualificata      | Non qualificata      | Non qualificata |
| Mohamed Hammed Rihab Elwalid | Squadra mista         | 1240            | 28ª             | N.D.                 | N.D.                 | Non qualificata      | Non qualificata      | Non qualificata      | Non qualificata      | Non qualificata |

### Vela
| Atleta                      | Evento           | Regata | Regata | Regata | Regata | Regata | Regata | Regata | Regata | Regata | Regata | Regata | Regata | Regata | Punteggio Totale | Punteggio Netto | Classifica |
| Atleta                      | Evento           | 1      | 2      | 3      | 4      | 5      | 6      | 7      | 8      | 9      | 10     | 11     | 12     | M      | Punteggio Totale | Punteggio Netto | Classifica |
| --------------------------- | ---------------- | ------ | ------ | ------ | ------ | ------ | ------ | ------ | ------ | ------ | ------ | ------ | ------ | ------ | ---------------- | --------------- | ---------- |
| Eya Guezguez Sarra Guezguez | 49erFX femminile | DNF    | DNC    | DNC    | DNC    | DNC    | DNC    | UFD    | 20     | 20     | 21     | 20     | 21     | EL     | 256              | 234             | 21ª        |
| Mehdi Gharbi Rania Rahali   | Nacra 17 misto   | 19     | 20     | 20     | 20     | 20     | DNF    | 20     | 19     | 20     | DNF    | 20     | 20     | EL     | 240              | 219             | 20ª        |